# Marie-Alphonse Sonnois

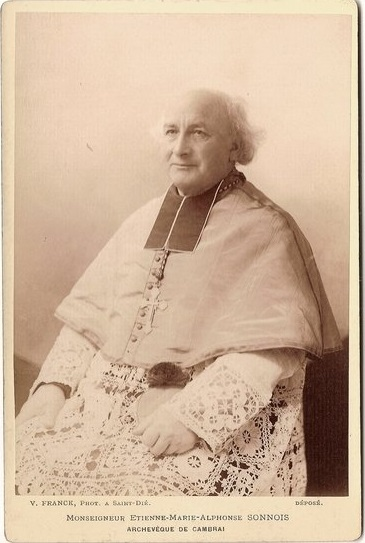
Bischof Marie-Alphonse Sonnois

Etienne-Marie-Alphonse Sonnois (* 10. Dezember 1828 in Lamargelle, Département Côte-d’Or; † 7. Februar 1913 in Cambrai) war ein französischer römisch-katholischer Geistlicher und Erzbischof von Cambrai.

## Leben
Alphonse Sonnois wurde als eines von elf Kindern eines Arztes in Lamargelle geboren.
Die Priesterweihe empfing er am 3. Oktober 1852. Er lehrte Philosophie am Priesterseminar von Dijon, wurde dann Pfarrer von Jouey, später von Santenay und schließlich von Auxonne.
Am 21. Dezember 1889 wurde er zum Bischof von Saint-Dié erwählt. Die Bischofsweihe spendete ihm am 19. März 1890 in Auxonne der Bischof von Dijon Victor-Lucien-Sulpice Lécot; Mitkonsekratoren waren César-Joseph Marpot (Marport), Bischof von Saint-Claude, und Alphonse-Martin Larue, Bischof von Langres. Marie-Alphonse Sonnois kam am 16. April 1890 in Saint-Dié an. Es ergaben sich einige Schwierigkeiten mit der Regierung, da die von ihm gewählten Generalvikare Sublon und Chapelier, die den vakanten Sitz nach dem Tod von Albert de Briey besetzt hatten, sich bei den Wahlen von 1889 als entschlossene und aktive Gegner von Jules Ferry gezeigt hatten. Daher wählte Alphonse Sonnois den Priester von Neufchâteau Raison und seinen Bruder Albert Sonnois zu Generalvikaren. Nach seiner Ankunft nahm er die Arbeiten an der Basilika von Bois-Chenu wieder auf, gründete Patronatskomitees, verfasste das Bulletin La Voix de Jeanne d’Arc und organisierte eine Pilgerfahrt, die 20.000 Gläubige nach Domrémy brachte. Am 2. Januar 1891 gründete er eine Bruderschaft mit Sitz in der Krypta der Basilika. Die Fertigstellung der Basilika wurde den Eudisten anvertraut, die mit einer Spendenkampagne begannen und das nötige Geld für die Fertigstellung des Gebäudes in ganz Frankreich sammelten, ein langfristiges Projekt, das erst 1947 abgeschlossen werden konnte.
Mit Dekret vom 26. November 1892 wurde Marie-Alphonse Sonnois zum Erzbischof von Cambrai ernannt. In seiner neuen Diözese musste er als Vermittler zwischen einer mächtigen und harten Arbeitgeberschicht und Priestern fungieren, die sich um das Elend der Arbeiter kümmerten. Der bekannteste von ihnen war der Abbé Lemire, Vikar von Hazebrouck, der als einer der Ersten die von Papst Leo XIII. geförderte Politik der Einbindung des Klerus in die Republik und für soziale Gerechtigkeit verfolgte.
1896 kehrte er mit 400 Pilgern in die Vogesen nach Bois-Chenu und nach Domrémy zurück. Die Einführung des Gesetzes zur Trennung von Kirche und Staat im Jahr 1906 beunruhigte ihn zutiefst. Da seine geistigen Fähigkeiten nachließen, überließ er die Verwaltung seiner Diözese seinem Generalvikar. Gegen Ende des Jahres 1906 erbat er sich von Rom einen Koadjutor und erhielt diesen in Person des Bischofs von Périgueux François-Marie-Joseph Delamaire.
Marie-Alphonse Sonnois starb sechs Jahre später an seinem Bischofssitz.